# En même temps (film)
Pour la locution, voir En même temps.
Pour plus de détails, voir Fiche technique et Distribution.
En même temps est une comédie française réalisée par Gustave Kervern et Benoît Delépine, sorti en 2022.

## Synopsis
Un maire de droite tente de corrompre un maire de gauche écologiste voisin pour construire un parc de loisirs à l'endroit où se trouve une forêt primaire. Des activistes féministes  lient les deux personnages en les collant, ce qui va mener dès lors à des situations improbables.

## Fiche technique
Sauf indication contraire, les informations mentionnées dans cette section peuvent être confirmées par la base de données cinématographiques IMDb,  présente dans la section « Liens externes ».
- Titre original : En même temps
- Réalisation, scénario et production : Gustave Kervern, Benoît Delépine
- Assistants-réalisateurs : 1) Gérard Bonnet / 2) Arthur Guerrand
- Décors : Didier Pons
- Costumes : Véronique Gely
- Photographie : Hugues Poulain
- Son : Guillaume Le Braz
- Chanson : J'aime les filles  (1967), paroles de Jacques Lanzmann, composée et interprétée par Jacques Dutronc
- Montage : Stéphane Elmadjian
- Production : Alexandra Henochsberg
- Sociétés de production : Ad Vitam Production et No Money Productions
- Société de distribution : Ad Vitam Distribution
- Budget : 2,9 millions d'euros[1]
- Pays de production :  France
- Langue originale : français
- Format : couleur
- Genre : comédie
- Durée : 108 minutes
- Date de sortie :
  - France : 6 avril 2022[2]

## Distribution
- Vincent Macaigne : Pascal Molitor
- Jonathan Cohen : Didier Bequet
- India Hair : Elise/Sandra
- Jehnny Beth : Nina
- Doully : Frida
- Yolande Moreau : Madame Bianca
- François Damiens : le patron du diner
- Thomas VDB : le vétérinaire
- Lætitia Dosch : Sylvie
- Anna Mouglalis : Madame Bequet
- Anne Benoît : la mère de Molitor
- Gustave Kervern : Henri
- Benoît Delépine : le photographe animalier
- Jo Dahan : le gardien du golf
- Hakim Amokrane (de Mouss et Hakim) : Moktar, le chauffeur

## Production

### Genèse et développement
« Depuis 20 ans, grâce au cinéma, nous tentons d’embrasser les questionnements qui agitent notre société contemporaine et nos petites vies personnelles. Cette fois elles étaient toutes en pause, sidérées par le covid. Nous aurions pu parler de cette sidération, mais nous avons pensé que beaucoup d’autres cinéastes s’en chargeraient. Et puis, dans un grand éclat de rire salvateur, est venue cette image incongrue de deux hommes politiques collés l’un à l’autre contre leur gré »

— Benoît Delépine
Dans un premier temps, le titre du film devait être Union nationale, mais jugé trop martial, le titre fut changé pour une formule plus contemporaine, en même temps, une formule associée à Emmanuel Macron.

### Tournage
Le tournage a eu lieu fin 2021, sur un mois environ, en région Occitanie, et est monté rapidement pour être diffusé juste avant l'élection présidentielle.

## Accueil

### Critique
La critique est plutôt bonne. Le Parisien déclare que « Jonathan Cohen est à hurler de rire en macho homophobe, viandard, corrompu, qui se gare sur les places « handicapés », tout comme Vincent Macaigne en écolo hypocondriaque, angoissé, sans concessions, qui tire frénétiquement sur sa pipe électronique ». L'Humanité se montre élogieux à l'égard de la comédie : « Avec un sens du rythme et un art de la réplique que n’aurait pas renié Audiard, Kervern et Delépine signent leur film le plus comique. Même si le récit peine à retomber sur ses pattes dans sa dernière partie, cette fable politique, environnementale et féministe rend hommage à l’engagement, dans sa part la plus ludique et la plus grisante ».
« Malgré ses facilités et ses répétitions », Marianne avance que le film « radiographie quelques tics politiques navrants du moment ». Positif se montre plus dur avec ce résumé : « Si l’on adhère [...] aux propos exposés, un catalogue d’intentions et une pédagogie atone ne sauraient constituer à eux seuls une proposition artistique ». Pour Première, « C’est con et triste, sûrement involontaire de la part des deux cinéastes (ce qui n’excuse évidemment rien !) Quant aux deux stars, Cohen et Macaigne, elles sont là, ni plus ni moins, cadenassées dans un projet qui voudrait flatter leur savoir-faire mais produit tout l’inverse. A vite oublier ».
En France, le site Allociné recense une moyenne des critiques presse de 3,4/5 pour 28 médias.

### Box-office
Lors de sa sortie en France, le film engrange 16 346 entrées pour son premier jour d'exploitation, dont 5 309 en avant-première, pour 412 copies. Sur le podium, il est précédé par les comédies Qu'est-ce qu'on à tous fait au bon Dieu ? (173 251) et Les Bad Guys (62 087), et suivi par le film espagnol d'épouvante, horreur : Abuela (9 405). Au bout d'une semaine, le film réalise 75 421 entrées se positionnant en 7e place derrière The Batman (93 306) et devant Notre-Dame brûle (69 163). Avec ses 125 642 entrées pour 6 semaines d'exploitation, le film ne parvient à engranger qu'un peu plus de 670 000 € pour un budget de 2,9 millions.
| Pays ou région | Box-office      | Date d'arrêt du box-office | Nombre de semaines |
| -------------- | --------------- | -------------------------- | ------------------ |
| France         | 125 642 entrées | 10 mai 2022                | 6                  |
| Total mondial  | -               | -                          | -                  |